# Eurotheum
Das Eurotheum ist ein Hochhaus in der Innenstadt von Frankfurt am Main. Es wurde zeitgleich mit dem benachbarten Main Tower errichtet und 1999 fertiggestellt.
Das Gebäude ist 110 Meter hoch und zählt 31 Stockwerke. Es ist eines der wenigen Hochhäuser in Frankfurt, das sowohl Büros als auch ein Hotel beinhaltet. Bis zum 21. Stock befinden sich 17.000 m² Bürofläche. Ab der 22. Etage beginnt das Hotel Innside Frankfurt Eurotheum mit zwei Tagungsräumen und der öffentlich zugänglichen Bar 22nd Lounge & Bar. Von der 23. bis zur 29. Etage befinden sich 74 möblierte Appartements, die durch kleine Küchen auch für Langzeitgäste geeignet sind. Durch den Neubau der Europäischen Zentralbank entfiel die EZB als Großmieter, welche diese zuvor als Erweiterung für den Eurotower genutzt hatte.
Entworfen wurde das Gebäude von dem Offenbacher Architekturbüro Novotny Mähner Assoziierte.
Im Dezember 2018 verkaufte die Commerzbank das Hochhaus für 250 Millionen Euro an den Gewerbeimmobilienentwickler GEG. Derzeit ist das Gebäude voll vermietet und beherbergt u. a. Hotel-Appartements.

## Trivia
In den früheren Räumen des EZB-Rechenzentrums befindet sich heute ein an das Gebäudeheizungssystem angeschlossenes Rechenzentrum der Dresdner Firma Cloud&Heat Technologies. Die dort verbauten Server werden mit Wasser gekühlt, welches sich auf bis zu 60 °C aufheizt und direkt im Gebäudeheizkreislauf integriert ist.